# Twilight Alehouse
Twilight Alehouse è un brano dei Genesis utilizzato come lato B per il singolo I Know What I Like (In Your Wardrobe), brano tratto da Selling England by the Pound. È stato poi riutlizzato, sempre come lato B, per il singolo Counting Out Time.

## Il disco
Pubblicato nel 1974 come lato B per I Know What I Like, Twilight Alehouse non è mai entrato in un LP, salvo che nelle raccolte.
Il brano è stato scritto ai tempi di Trespass ed eseguito live fino al 1972. Una versione in video è disponibile in una registrazione del 1972 per la televisione belga.
Il ritornello è estratto dall'introduzione di The Serpent, un brano dei Genesis del loro primo disco, From Genesis to Revelation.

## Lato A
1. I Know What I Like – 4:08

## Lato B
1. Twilight Alehouse – 7:48

## Formazione
- Peter Gabriel: voce, flauto, oboe
- Steve Hackett: chitarre
- Tony Banks: tastiere
- Phil Collins: batteria
- Mike Rutherford: basso, chitarra 12 corde